# جمعية المرأة العاملة الفلسطينية للتنمية
جمعية المرأة العاملة الفلسطينية للتنمية (بالإنجليزية: The Palestinian Working Women Society for Development)‏ وَتُدعى اختصاراً PWWSD، وهي جمعية فلسطينية نسوية جماهيرية تنموية حقوقية تعليمية تسهم في تطوير نضال نساء فلسطين بأبعاده الوطنية والاجتماعية والتنموية، كما تُؤمِن الجمعية أنَّ تَحرر نساء فلسطين يرتبط ارتباطاً وثيقاً بإنهاء الاحتلال وإقامة دولة فلسطينية مدنية ديمقراطية كاملة السيادة.

## التاريخ
تأسست الجمعية في عام 1981 كإطار نسوي جماهيري في مدينة القدس، تحت اسم «اتحاد لجان المرأة العاملة الفلسطينية»، وتم ترخيصها كجمعية غير ربحية في عام 1992 تحت اسم «جمعية المرأة العاملة»، وفي عام 2001 سُجلت المؤسسة رسمياً لدى وزارة الداخلية الفلسطينية تحت اسم «جمعية المرأة العاملة الفلسطينية للتنمية»، ويغطي نشاطها جميع محافظات الضفة الغربية وَقطاع غزة، وهي عضو فاعل في العديد من الشبكات والائتلافات المحلية والإقليمية والدولية كشبكة المنظمات غير الحكومية الفلسطينية، وشبكة النساء العربيات «عايشة» والاتحاد الدولي للتثقيف العمالي.
يقع المقر الرئيس للمؤسسة في مدينة رام الله، وتمتلك مكاتب في كل من غزة ونابلس وجنين وطولكرم وبيت لحم وَيطا جنوب مدينة الخليل، وتستهدف الجمعية النساء في المناطق المهمشة والشباب والأطفال، كما تستهدف القيادات النسوية وصناع القرار والأحزاب السياسية والطواقم الإعلامية والمجتمع ككل.
تعتبر الجمعية أن حقوق النساء جزء لا يتجزأ من حقوق الإنسان، وتستند للعديد من المعاهدات والاتفاقيات الدولية، ومن بينها إعلان وثيقة الاستقلال الفلسطيني لعام 1988 والقانون الأساسي الفلسطيني والإعلان العالمي لحقوق الإنسان واتفاقية القضاء على جميع أشكال التمييز ضد المرأة، والقانون الدولي الإنساني، وقرار مجلس الأمن التابع للأمم المتحدة رقم 1325.

## الأهداف
تهدف الجمعية إلى:
1. تعزيز وتمكين المرأة الفلسطينية في مواقع صنع القرار.
2. المساهمة في تطوير القوانين والأنظمة والإجراءات والهياكل الإدارية بما يضمن المساواة والقضاء على كافة أشكال التمييز.
3. توفير الدعم النفسي والاجتماعي للنساء وأطفالهن والعمل على الحد من العنف الممارس ضد المرأة بكافة أشكاله.
4. المساهمة في تطوير خطاب نسوي تقدمي.
5. تطوير الأداء المؤسساتي والمالي والتنظيمي للجمعية.

## برامج عمل الجمعية
تمتلك الجمعية عدد من البرامج والنشاطات ومِنها:
- برنامج تمكين النساء في عمليات اتخاذ القرار.
- برنامج الإرشاد النفسي الاجتماعي.
- برنامج بناء القدرات.
- مجلة ينابيع: هي مجلة فصلية نسوية اجتماعية تصدرها الجمعية بشكل دوري ويكتب فيها عدد من الباحثين والباحثات والمهتمين بالقضايا النسوية والاجتماعية.[6]

## روابط خارجية
- جمعية المرأة العاملة الفلسطينية للتنمية  على فيسبوك.